# Saint-Vaast-en-Cambrésis

Saint-Vaast-en-Cambrésis este o comună în departamentul Nord, Franța. În 1 ianuarie 2022 avea o populație de 855 de locuitori.